# Rouvres-en-Woëvre
Rouvres-en-Woëvre é uma comuna francesa na região administrativa de Grande Leste, no departamento de Meuse. Estende-se por uma área de 16,74 km². Em 2010 a comuna tinha 604 habitantes (densidade: 36,1 hab./km²).